# Corynosoma macrosomum
Corynosoma macrosomum är en hakmaskart som beskrevs av Neiland 1962. Corynosoma macrosomum ingår i släktet Corynosoma och familjen Polymorphidae. Inga underarter finns listade i Catalogue of Life.